# Wilderhof
Wilderhof is een gehucht van twee boerderijen in de gemeente Midden-Groningen. Het ligt op een kleine pleistocene verhoging in het vlakke landschap tussen Siddeburen en Meedhuizen, bij de buurtschap Oosterweeren en niet ver van Tjuchem. Wilderhof lag feitelijk in de rechtstoel Siddeburen, maar werd in 18e eeuw tot het kerspel Meedhuizen gerekend. De landerijen lagen verdeeld over Siddeburen, Meedhuizen en Wagenborgen. 
Het gebied was in de 19e eeuw berucht vanwege de onvruchtbare grond. 
Op Wilderhof woonde vrouger ain boer. ' t Is doar hail minne grond. Doarvandoan dat boer voak zee: 'k Wil d'r ôf! En zo is Wilderhof aan zien noam komen. 
Ten westen van Wilderhof lag vroeger een meerstal dat Kraaierspoel werd genoemd. Over dit plasje werden spookverhalen verteld. Iedere nacht was hier een man te vinden die het plasje met een bodemloos vat moest leegscheppen. Dit kennelijk als straf voor wat hij had misdaan.
De buurtschap Wilderhof telde in 1900 11 huizen en 52 inwoners, kennelijk met inbegrip van verspreide bebouwing in de de Oosterweeren. Tegenwoordig valt het gehucht onder Tjuchem.

## Geschiedenis
Wilderhof ligt iets ten zuiden van een smalle prehistorische rug vanaf Siddeburen, die zich voortzet via Opmeeden, Schaapbulten en Ideweer tot de plek waarop Heveskesklooster werd gebouwd. De beide boerderijen lagen vanouds geïsoleerd; de schoolmeester van Meedhuizen schrijft in 1828 dat het gehucht "in de Wildernis"  was gelegen. De provinciekaart van Theodorus Beckeringh uit 1781 betitelt de Wilderhofslaan (nu Wilderhofsweg) als de Stinkweg, kennelijk een verwisseling met de Stinkvaartweg te Wagenborgen. De naam zou ontleend zijn aan de venige ondergrond.
De bewoningsgeschiedenis gaat terug tot de tijd van de Karolingers: de negende of tiende eeuw na Chr. Dat blijkt tenminste uit de vondst van scherven van verschraald aardewerk uit deze periode. De eerste bronvermelding vinden we in de registers van de Abdij van Werden, waar Wilderhof wordt vermeld als UUildiona (eind 10e eeuw) en UUildonha (omstreeks 1040). Over de naamgeving bestaat geen eenduidigheid. De naam wordt verklaard als wildi ('wild') met de uitgang -a ('waterloop, rivier') of -ha(e) ('hoogte'), dus 'rivier' of 'hoogte van de wilde dieren'. Daarmee werd kennelijk aangeduid dat het om een nieuwe nederzetting in een verder nog woest gebied ging. Mogelijk is het identiek aan Wuldunun (944), hetgeen 'wilde duinen' betekent.
Bij Wilderhof zouden skeletten en sarcofaagdeksels zijn gevonden. Mogelijk bevond zich hier een kerk of een kloostervoorwerk; een 19e-eeuws volksverhaal heeft het over een klooster. De erve Wylderhoff wordt genoemd in 1476; hij was geruime tijd daarvoor aangekocht door hoofdeling Unico Ripperda uit het bezit van de armlastige Johannieter commanderij te Oosterwijtwerd; eerder was het vermoedelijk bezit van de commanderij Dünebroek. Omdat de koopsom nog niet volledig was voldaan, werd bepaald dat de erve Wilderhof jaarlijks zes goudguldens rente moest opbrengen. Dit bedrag werd nog in 1721 door de beide beklemde meiers betaald aan het Heilige Geestgasthuis, dat de rentebrief had verkregen.
De Johannieters (met name te Heveskesklooster) hadden meer bezittingen in dit gebied, die zij in 1283 uit de Friese bezittingen van de Abdij van Werden hadden verkregen: onder andere te Opmeeden en vermoedelijk ook Grashuis onder Meedhuizen, alsmede in Eelshuis bij Wagenborgen. In 1554 wordt een zekere Johan toe Wilderhoff genoemd, die als een van de drie zijlrechters van het Farmsumerzijlvest optrad. Vlakbij van Wilderhof worden in 1587 de landerijen van Hoeykeweer vermeld. Het hele gebied stond bekend als de Wilderhoffter landen (1560). 
De boerderijen behoorden tot de iets grotere bedrijven van de streek. Vaak werd er losse landerijen bij gekocht of gepacht. Twee boerenfamilies namen in 1812 de familienaam Wilthof aan. Van de familie Wilthof uit Oosterwijtwerd is niet duidelijk welke relatie zij met Wilderhof had. 
Een perceel land ten noorden van Wilderhof (tevens een opvallende inspringing van de kerspelgrens) wordt Hondebulten (1733), Hoanebulten of Hondswarf genoemd, een toponiem dat naar een verdwenen hunebed kan verwijzen. Ook van het Siddebuursterveen zijn vondsten van de Trechterbekercultuur bekend. De Hondswarf is sinds omstreeks 1990 een weg ten zuiden van Siddeburen met een woning die 'De Hanebulten' wordt genoemd. Deze naam is niet historisch.

## Wilderhof elders
Wylrehof of Wilderhof was tevens de naam van middeleeuwse pachthoeven te Venlo. De Wilde Hoeve of Wilderhof was te vinden te Reuver (Limburg). Wilderhof is ook een voormalige abdijhoeve, nu een herenhuis bij Bierbeek in Vlaams-Brabant. De naam zou in de Zuidelijke Nederlanden afkomstig zijn uit het Middenlatijnse villāre, Oudnederlands wilere, dat zijn de 'landerijen die tot een villa of herenboerderij behoren'.